# Phare de Galantry
Le phare de Galantry, situé sur la Tête de Galantry dominant le cap Noir, jalonne l'entrée du port de Saint-Pierre, chef-lieu de l'archipel de Saint-Pierre-et-Miquelon, proche de l'embouchure du Saint-Laurent au Canada.

## Historique
Après plus de 150 ans de rivalités franco-anglaises, les Français récupèrent l'archipel en 1816. L'île est dévastée et l'équipement portuaire détruit. L'approche maritime du port est très dangereuse ; entre 1816 et 1845, on comptera jusqu'à 77 naufrages.
Dès 1840, les négociants de l'archipel réclament un phare pour la sécurité maritime de la pêche et de l'approvisionnement de la colonie.

## Ancien phare
Construit de 1843 à 1845, le premier phare est une tour rectangulaire de 9,15 m de haut avec une tourelle cylindrique, en angle, qui mène à la lanterne.
Le bâtiment des gardiens est construit au nord-est du phare. En 1862, il est équipé d'un feu tournant à éclats rouge et blanc. Il est électrifié sur le réseau EDF en 1953.
Il est détruit en 1980.
Une représentation de ce phare est visible dans le tableau La Ville et la rade de Saint-Pierre sans l’Île-aux-Chiens, réalisé en 1873 par Joseph Lemoine.

## Phare actuel
Construit en 1978, le nouveau phare est une tour triangulaire de 14 m de haut, accolée à un bâtiment technique de 12 m de haut.
Il fut d'abord alimenté par un groupe électrogène, et des aérogénérateurs en 1982. Le phare est raccordé au réseau EDF en 1994.
Le radiophare fut arrêté dès 1999.
Il est automatisé et ne nécessite pas de gardiennage.
Identifiant : ARLHS : SPM008 - CCG080 - Admiralty : H0322 - NGA : 2160 .